# 水平エレベーター

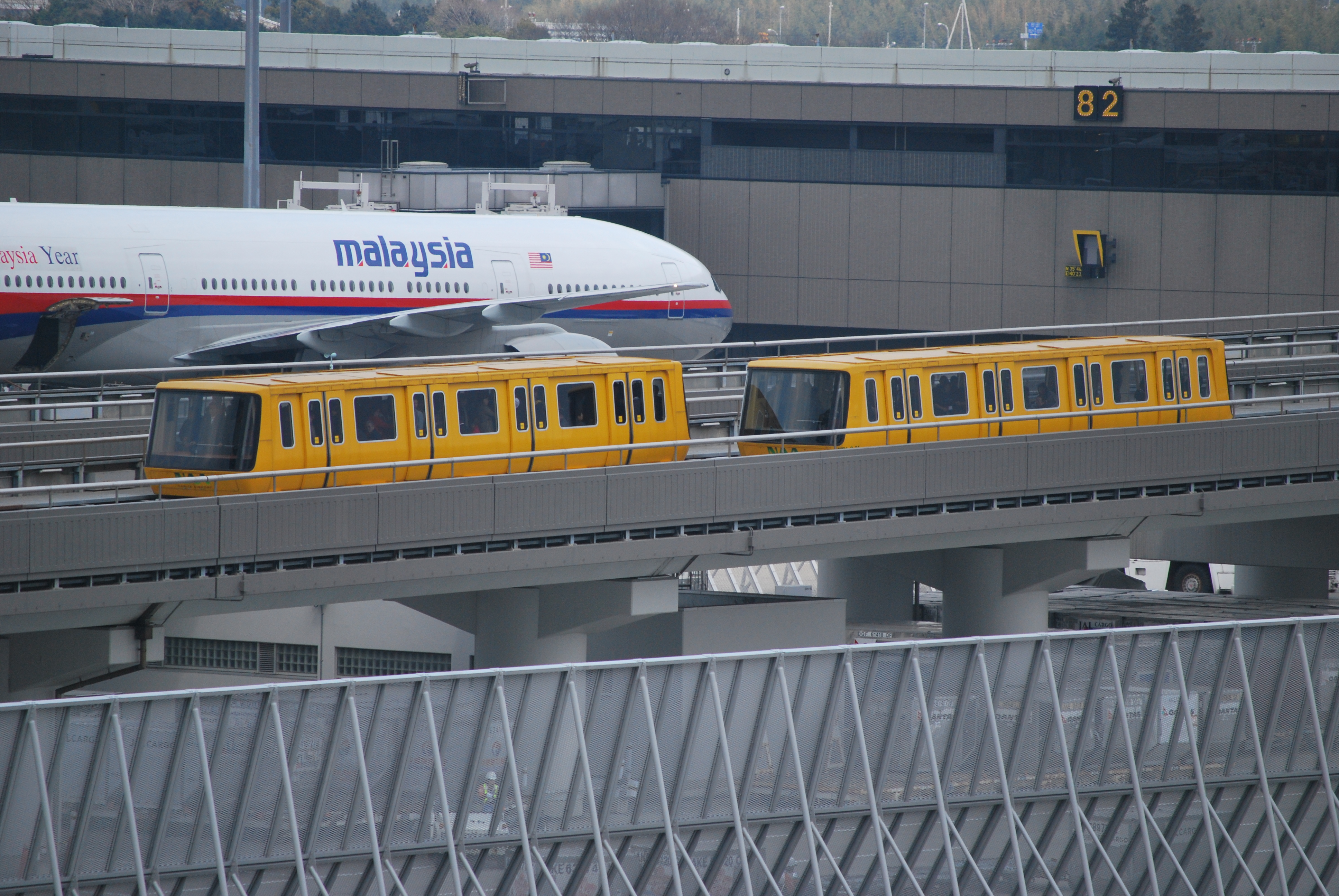
2013年9月まで成田空港で使用されていたオーチス製水平エレベーター「成田空港第2ターミナルシャトルシステム」

水平エレベーター（すいへいエレベーター）は、建物内をエレベーターで上下する感覚で利用される、都市内移動のための公共交通機関である。都市計画や交通計画で用いられる言葉で、都市内での短距離移動に公共交通機関を当てる場合によく使われる。